# Wojciechowice
Wojciechowice è un comune rurale polacco del distretto di Opatów, nel voivodato della Santacroce.
Ricopre una superficie di 86,37 km² e nel 2004 contava 4 544 abitanti.